# 红军闸
30°23′44″N 112°49′04″E / 30.39543°N 112.81781°E
红军闸，又称田关闸，是位于中华人民共和国湖北省潜江市田关河的一个排灌站。

## 沿革
清朝同治八年（1869年），汉江在龙头拐（今泽口街道）溃堤冲出河道，于田关附近分成东西两条支流东荆河和西荆河。由于此地面对400万亩农田，被称为“田关”。1931年，贺龙率红三军进驻潜江熊口镇，恰逢东、西荆河溃口，贺龙亲率红军将士与当地群众修建红军堤。中华人民共和国成立后，当地兴起根治荆北水系的热潮，并在田光堤基上，修建大型排灌闸。闸由荆州地区水利局按水工一级建筑物设计，排水流量167立方米/秒，闸底高程27米，全闸5孔，总净宽19米，为钢筋混凝土结构。1959年冬兴建，1960年5月竣工后，当地民众致电贺龙元帅报喜，贺龙提议将此闸命名为“红军闸”。同年9月抗旱，当地政府开闸引水灌溉，导致水情抵达前忘记关闸。东荆河水一度陡涨至41.43米，由于管理失误未及关闸，导致水压徒增无法关闸。当地官员改用油压机强行下压时，又导致横梁破裂、洪水倒灌，淹没附近6670亩田，负责人荆州农工部部长刘慈云等人被撤职。1961年10月，中共潜江县委筹备整修，调动附近五万人参加工程，到1962年4月11日开闸。同年再进行整修，但因闸身无法使用，1964年锦州专署水利局请示弃用。
1965年1月6日，湖北省水利厅决定在老闸外400米处再修建新闸，并由水利厅设计、钢筋混凝土结构，为八孔闸，投资287.2万元。同年6月26日竣工，并在新堤上修建南北两堤。文化大革命时期，由于贺龙被打倒，红卫兵砸毁纪念碑。文革结束后重建纪念碑。

## 相关
- 田关电排站
- 红军堤